# Le Grand Jeu (film, 1954)
Pour les articles homonymes, voir Le Grand Jeu.
Pour plus de détails, voir Fiche technique et Distribution.
Le Grand Jeu est un film franco-italien réalisé par Robert Siodmak, sorti en 1954.

## Synopsis
Pierre Martel, éminent avocat parisien, pour s'être compromis par amour pour sa maîtresse Sylvia, quitte la France pour l'Algérie où il attend qu'elle vienne le rejoindre, mais elle l'abandonne. Pierre, démuni et désespéré, s'engage dans la Légion étrangère. Il devient un client régulier de l'hôtel de Madame Blanche. Celle-ci s'adonne à la cartomancie et, un jour, elle lui tire un grand jeu annonciateur de mauvais augure. Sur ces entrefaites, Pierre fait la connaissance d'Héléna, une prostituée, incroyable sosie de Sylvia. Pierre et Héléna nouent une relation amoureuse et font des projets qui amènent Pierre à quitter la Légion pour refaire sa vie avec elle en France. Par un curieux hasard, Pierre revoit Sylvia et cette rencontre brise sa relation illusoire avec Héléna. Il regagne la Légion et l'Algérie où les prédictions fatidiques de Madame Blanche vont se réaliser.

## Fiche technique
- Titre original : Le Grand Jeu
- Titre italien : Il grande gioco
- Réalisation : Robert Siodmak
- Scénario : Jacques Feyder, Charles Spaak
- Dialogues : Charles Spaak
- Musique : Maurice Thiriet, Georges Van Parys
- Photographie : Michel Kelber
- Cadreur : Walter Wottitz
- Décors : Léon Barsacq
- Costumes : Georges Annenkov
- Son : Antoine Petitjean
- Scripte : Francine Corteggiani
- Montage : Victoria Mercanton
- Photographe de plateau : Raymond Voinquel
- Production : Michel Safra
- Sociétés de production : Spéva Films (France), Rizzoli Film (Italie)
- Sociétés de distribution : Cinédis, Dear Film
- Pays de production :  France,  Italie
- Tournage : 
  - Langue : français
  - Période : 12 octobre 1953 au 22 janvier 1954
  - Intérieurs : Studios de Billancourt (Hauts-de-Seine)
  - Extérieurs : Paris, Algérie
- Format : Couleur (Eastmancolor) — 35 mm — 1,37:1 — Son : Mono
- Genre : Film dramatique
- Durée : 100 minutes
- Dates de sortie : 
  - France : 12 avril 1954
  - Italie : 15 octobre 1954
- Affiches : Boris Grinsson, Marcel Jeanne (France)

## Distribution
- Gina Lollobrigida : Sylvia Sorrego/Hélèna Ricci
- Jean-Claude Pascal : Pierre Martel
- Arletty : Madame Blanche
- Raymond Pellegrin : Mario
- Peter van Eyck : Fred
- Odette Laure : l'amie de Mario
- Paul Amiot : le capitaine
- Jean Témerson : Xavier Noblet
- Jean Hébey : le commissaire
- Gérard Buhr : un légionnaire
- Gabrielle Fontan : la religieuse
- Lila Kedrova : Rose
- Roger Vincent : le maître d'hôtel
- Georges Vitray : le portier de l'hôtel
- Margo Lion : la Première
- Darling Légitimus
- Bernard Musson

## Récompenses et distinctions
- Le film a été présenté en sélection officielle en compétition au Festival de Cannes 1954[1].

## Autour du film
- Le film est un remake du Grand Jeu réalisé par Jacques Feyder (1934).
- Arletty[2] : « Siodmak était un très grand cinéaste, et je reprenais le rôle qu'avait tenu Françoise Rosay, vingt ans plus tôt, dans le film de Feyder. Et l'une ne « faisait » pas l'autre... »